# 914

## Nașteri
- dată necunoscută: Hedwiga de Saxonia ducesă consoartă a Franciei (d. 965)

## Decese
- martie: Papa Lando  (n. ?)
- 19 martie: Garcia I de Leon  (n. 870)